# Der silberne Sessel
Der silberne Sessel bzw. Die Tür nach Narnia (engl. Originaltitel The Silver Chair) ist ein Fantasy-Roman für Kinder des irischen Schriftstellers C. S. Lewis. Das Buch erschien 1953 bei dem Verlag Geoffrey Bles, ihm folgten in der Serie Die Chroniken von Narnia noch drei weitere Bände nach. In der Erzählreihenfolge der Chroniken ist Der silberne Sessel der sechste Band, nach dem 1952 erschienenen Die Reise auf der Morgenröte.

## Inhalt
Eustachius (oder Eustace) findet seine Mitschülerin Jill weinend hinter der Sporthalle ihrer Schule und erzählt ihr tröstend von seinem Abenteuer mit seinem Cousin Edmund und seiner Cousine Lucy in dem Land Narnia. Als sie auf der Flucht vor älteren Mitschülern ein Seitentor der Schule durchqueren, landen sie plötzlich in einer anderen Welt und beginnen sofort zu streiten, wer an diesen Umständen schuld sei.
Während des Streits gelangen sie an eine Klippe und Eustachius wird versehentlich durch Jill hinuntergeschubst, aber durch den auftauchenden Aslan gerettet. Weinend taumelt sie durch den nahe liegenden Wald und stößt auf Aslan, der den beiden Kindern die Aufgabe überträgt, König Kaspians verschollenen Sohn, Prinz Rilian, zu suchen. Aslan schickt sie daraufhin mit seinem Atem nach Narnia, wo sie Eustachius wieder trifft.
Die Tatsache, dass sie sich vor ein paar Stunden noch gestritten haben, ist längst vergessen und mit Hilfe von sprechenden Eulen fliegen sie ins nördliche Narnia und treffen dort den Moorwackler Trauerpfützler. Zusammen wandern die Reisegefährten in Richtung Norden. Zuerst gelangen sie nach Ettinsmoor, ein Ort an dem „dumme Riesen“ leben. Danach treffen sie auf eine grün gekleidete Dame und einen vermummten Ritter, welche sie zur Riesenstadt schicken, damit sie dort einige Tage verweilen. Als sie jedoch dort ankommen, werden sie verwöhnt und somit zum Bleiben verführt, denn das wahre Ziel der Riesen ist es, sie bei einem Fest zu verspeisen. Die Kinder und Trauerpfützler erfahren dies aber noch rechtzeitig und fliehen in einen Tunnel, wo sie von Unterweltgeschöpfen festgehalten werden, welche sie zu ihrer Königin bringen. Diese ist aber nicht anwesend und so werden sie in ihrem Palast von einem Menschen begrüßt, welcher sich als der vermummte Ritter herausstellt, den sie bereits zuvor trafen. Sie fragen ihn nach Erklärungen dafür, dass seine Herrin sie von den Riesen fressen lassen wollte, doch er antwortet nur, dass seine Herrin nur das Richtige täte und es sich um ein Missverständnis handeln muss.
Später am gleichen Tag warnt der junge Mann die Kinder und Trauerpfützler davor, dass er gelegentlich Wutanfälle habe und während dieser Wutanfälle an einen silbernen Sessel gefesselt werden müsse, um sich nicht selbst zu verletzen. Als er dann wirklich einen solchen Wutanfall bekommt, spricht er davon, dass er der verschwundene Prinz Rilian sei und dass sie ihn schnell befreien müssen. Die Kinder geraten in Zweifel, welcher der beiden Aussagen sie Glauben schenken können. Ob er der wahre Prinz ist, wenn er auf dem silbernen Stuhl sitzt, oder ob es nur die angekündigten Anfälle von Wahnsinn sind. Schließlich riskieren sie es und befreien ihn, der sofort nach seiner Befreiung den silbernen Sessel zerschlägt. Dabei taucht plötzlich die grüne Hexe im Raum auf, die versucht, Rilian, die beiden Kinder und Trauerpfützler in ihren Bann zu ziehen. Als dies misslingt, nimmt sie die Form einer Schlange an und wird im Kampf von Rilian getötet. Die gleiche Schlange hatte Jahre zuvor Rilians Mutter getötet und ihn mit Hilfe ihrer Magie entführt.
Es gelingt ihnen, das Reich der Unterwelt zu verlassen und Rilian trifft seinen Vater König Kaspian. Kurz darauf stirbt Kaspian und Rilian wird König. Jill und Eustachius kehren in ihre eigene Welt zurück und können mit Hilfe Aslans ihre Mitschüler in die Flucht schlagen.

## Verfilmung
- 1990: Die Chroniken von Narnia: Der silberne Sessel (TV, Realfilm)